# Tom Uren
Thomas "Tom" Uren (ur. 28 maja 1921 w Balmain, zm. 26 stycznia 2015 w Sydney) – australijski polityk, członek Australijskiej Partii Pracy (ALP). Deputowany Izby Reprezentantów w latach 1958-1990.

## Życiorys
W 1941 wstąpił do australijskiej armii i walczył w Timorze Wschodnim. W latach 1942–1945 więziony przez Japończyków. Pracował przy budowie Kolei Birmańskiej. Uwolniony w grudniu 1945 w stopniu bombardiera.
W latach 1958–1990 deputowany do Izby Reprezentantów. W latach 1973–1975 minister urbanistyki i rozwoju regionalnego w drugim i trzecim gabinecie Gougha Whitlama, od 11 marca 1983 do 13 grudnia 1984 minister ziem i samorządu terytorialnego w pierwszym oraz w okresie od 13 grudnia 1984 do 24 lipca 1987 minister samorządu i administracji w drugim gabinecie Boba Hawke’a.

## Odznaczenia
- Order Australii
- Centenary Medal